# Угловая частота
Углова́я частота́ (синонимы: радиальная частота, циклическая частота, круговая частота, частота вращения) — скалярная физическая величина, мера частоты вращательного или колебательного движения. В случае вращательного движения угловая частота равна модулю вектора угловой скорости. В Международной системе единиц (СИ) и системе СГС размерность угловой частоты обратна размерности времени. Единица измерения угловой частоты: радианы в секунду (радианы безразмерны).
Угловая частота является производной по времени от фазы колебания:
{\displaystyle \omega =\partial \varphi /\partial t.}
Другое распространённое обозначение  {\displaystyle \omega ={\dot {\varphi }}.}
Угловая частота связана с частотой ν соотношением
{\displaystyle \omega ={2\pi \nu }.}
В случае использования в качестве единицы угловой частоты градусов в секунду связь с частотой  ν следующая:
{\displaystyle \omega ={360^{\circ }\nu }.}
В случае вращательного движения угловая частота численно равна углу, на который повернется вращающееся тело за единицу времени (то есть равна модулю вектора угловой скорости). В случае колебательного процесса угловая частота численно равна приращению полной фазы колебания за единицу времени.
Использование для {\displaystyle \omega } единицы измерения радианы в секунду позволяет упростить многие формулы в физике, электронике, поскольку множители 2π и 1/(2π), появляющиеся при использовании радианов для измерения углов и фаз, исчезают при введении угловой частоты. Так, резонансная угловая частота колебательного LC-контура равна {\displaystyle \omega _{LC}=1/{\sqrt {LC}},} тогда как измеряемая в герцах частота резонанса в колебательном LC-контуре равна {\displaystyle \nu _{LC}=1/(2\pi {\sqrt {LC}}).}